# Новодонбасское
Новодонбасское (укр. Новодонбаське) — село, относится к Старобельскому району Луганской области Украины.
Население по переписи 2001 года составляло 141 человек. Почтовый индекс — 92711. Телефонный код — 6461. Занимает площадь 0,346 км². Код КОАТУУ — 4425181004.

## Местный совет
92711, Луганська обл., Старобільський р-н, с. Калмиківка, вул. Аграрна, 19  (укр.)